# L'Héritage de Lilette

L'Héritage de Lilette ou Ohé les valises ! est un court-métrage réalisé par Michel Du Lac en 1930.

## Synopsis
Ce court-métrage présente un numéro de music-hall.

## Fiche technique
- Titre : L'Héritage de Lilette
- Réalisation : Michel Du Lac
- Format : Noir et blanc - Son mono
- Genre : Court métrage
- Année de sortie : 1930
- Autre titre : Ohé les valises !

## Distribution
- Jean Gabin
- Raymond Dandy

## Autour du film
On notera simplement qu'il s'agit de la première apparition de Jean Gabin sur le grand écran.